# Montagny (Loara)
Montagny – miejscowość i gmina we Francji, w regionie Owernia-Rodan-Alpy, w departamencie Loara.
Według danych na rok 1990 gminę zamieszkiwały 1 124 osoby, a gęstość zaludnienia wynosiła 44 osoby/km² (wśród 2880 gmin regionu Rodan-Alpy Montagny plasuje się na 716. miejscu pod względem liczby ludności, natomiast pod względem powierzchni na miejscu 317.).